# Енбекши (Келесский район)
Енбекши (каз. Еңбекші, до 2008 г. — Энгельс) — село в Келесском районе Туркестанской области Казахстана. Входит в состав Биртилекского сельского округа. Код КАТО — 515447980.

## Население
В 1999 году население села составляло 1093 человека (557 мужчин и 536 женщин). По данным переписи 2009 года, в селе проживали 1422 человека (706 мужчин и 716 женщин).